# SDHAF3
SDHAF3 (англ. Succinate dehydrogenase complex assembly factor 3) – білок, який кодується однойменним геном, розташованим у людей на 7-й хромосомі. Довжина поліпептидного ланцюга білка становить 125 амінокислот, а молекулярна маса — 14 652.
| 10         |  | 20         |  | 30         |  | 40         |  | 50         |
| ---------- |  | ---------- |  | ---------- |  | ---------- |  | ---------- |
| MPGRHVSRVR |  | ALYKRVLQLH |  | RVLPPDLKSL |  | GDQYVKDEFR |  | RHKTVGSDEA |
| QRFLQEWEVY |  | ATALLQQANE |  | NRQNSTGKAC |  | FGTFLPEEKL |  | NDFRDEQIGQ |
| LQELMQEATK |  | PNRQFSISES |  | MKPKF      |  |            |  |            |

A: Аланін

C: Цистеїн

D: Аспарагінова кислота

E: Глутамінова кислота

F: Фенілаланін

G: Гліцин

H: Гістидин

I: Ізолейцин

K: Лізин

L: Лейцин

M: Метіонін

N: Аспарагін

P: Пролін

Q: Глутамін

R: Аргінін

S: Серин

T: Треонін

V: Валін

W: Триптофан

Кодований геном білок за функцією належить до шаперонів. 
Локалізований у мітохондрії.